# Teglværksgade
Teglværksgade er en ca. 400 meter lang gade på Ydre Østerbro i København, der løber mellem Haraldsgade og Jagtvej.

## Gadens historie
Gaden fik sit navn omkring 1907 efter det nedlagte teglværk Aldersro, der var anlagt i nærheden i 1856 af George Owen, som ved siden af anlagde bryggeriet Aldersro to år senere.
Taksigelseskirken har længe haft menighedsbørnehave i nr. 1. I begyndelsen af 2011 fusionerede børnehaven med afdeling Lundehus (Lyngbyvej 180), hvilket giver plads til 20 vuggestuebørn og 84 i børnehaven.
I 1930 lå Engelsk Kulimport i nr. 15. I 1950’erne lå Disa elektronik  i nr. 27 og nr. 31 lå Anthon Berg’s chokolade-, konfekt- og marcipanfabrik og duftede. I nr. 33 fandt man tidligere et ”Nådleri”, fabrikken Nordsko og Minotex Sportsbeklædning, og nr. 35 blikkenslagerværksted Bock & Olsen. I nr. 16 lå Mejeri Esperance v. G. Christensen og i nr. 22 Oversøisk Vin-Import.
Nu holder AOF til i nr. 27.

## Nævneværdige bygninger
Der er to bygninger i gaden ved navn Teglgården. Den ene er nr. 26-28 fra 1909, byggeriet er typisk for perioden, men den meget komplekse tagløsning over karnapperne er usædvanlig. Det er sjældent at der både er et tag over karnappen og oveni endnu et lille tag, der ikke er et tårn. Den anden er nr. 37 fra 1964 og bygget i et betonskelet, hvor udfyldningen i tavlene er mursten. Her bor Astrologihuset og WorkBook.
Deborah centret  fra 2007 viser tydeligt, sin røde skalmur til trods, at prisbevidst byggeri sagtens kan være flot og funktionelt. Der er store vinduer og rummelige altaner, der er godt, smukt og solidt sikret af metalgitter. Centret er til jødiske ældre, og er tegnet af arcRum , en videreførelse Frederiksen & Knudsen A/S fra 1987, der fx stod bag renoveringen af Dansk Arkitektur Center.